# Serra das Talhadas

A serra das Talhadas ou serra de Ródão faz a ligação entre o Alto Alentejo e a Beira Baixa. A serra tem uma orientação NNW-SSE, com um comprimento de 27 quilómetros e uma largura que não excede 2500 m e declives que podem ultrapassar os 50%. As cotas do topo da crista variam entre 500 m e 614 m, destacando-se mais de 200 m da plataforma envovente. O ponto de maior altitude situa-se no marco trigonométrico de Chão de Galego (614 m).
A serra atravessa os concelhos de Proença-a-Nova, Vila Velha de Ródão e Nisa, entre Catraia Cimeira (Proença-a-Nova) e São Simão (Nisa).
A estrutura da serra das Talhadas corresponde a uma sinclinal, destacando-se duas séries paralelas de cristas quartzíticas em boa parte do desenvolvimento da serra. A serra é atravessada pelos profundos vales epigénicos do Tejo e do Ocreza.
Nesta serra estão quatro geomonumentos do Geoparque Naturtejo da Meseta Meridional:
- Portas do Almourão (Proença-a-Nova / Vila Velha de Ródão) – rio Ocreza (Foz do Cobrão);
- Escarpa de falha do Pônsul (Nisa / Vila Velha de Ródão / Castelo Branco / Idanha-a-Nova);
- Portas de Ródão (Nisa / Vila Velha de Ródão) – rio Tejo;
- Mina de ouro romana do Conhal do Arneiro (Nisa).